# شارون لین
شارون لین (انگلیسی: Sharon Lynn؛ ۹ آوریل ۱۹۰۱ – ۲۶ مهٔ ۱۹۶۳) یک هنرپیشه اهل ایالات متحده آمریکا بود.

## بخشی از فیلمشناسی
از فیلم‌ها یا برنامه‌های تلویزیونی که وی در آن نقش داشته‌است می‌توان به آثار زیر اشاره کرد.
- به‌سوی غرب (1937)
- بزدل (1927)
- بالای رودخانه (1930)